# Coupe de France féminine 2023/24
Der Wettbewerb um die Coupe de France féminine in der Saison 2023/24 war die 23. Ausspielung des französischen Fußballpokals für Frauenmannschaften. Die Teilnahme ist nur für die Frauschaften der ersten bis dritten Liga verpflichtend. Zum ersten Mal konnten auch Vereine aus Frankreichs überseeischen Gebieten für diesen Wettbewerb melden, wovon 21 Mannschaften aus dem karibischen Raum (Guadeloupe, Martinique, Guayana) Gebrauch gemacht haben.
Titelverteidigerinnen waren die Frauen von Olympique Lyon, die bei dieser Austragung allerdings im Halbfinale gegen den FC Fleury ausschieden. Im Endspiel setzte sich der Paris Saint-Germain FC, der seinen vierten Pokalgewinn zelebrieren konnte, gegen Fleury durch.

## Regularien
Der Wettbewerb wird nach dem klassischen Pokalmodus ausgetragen; das heißt insbesondere, dass die jeweiligen Spielpaarungen ohne Setzlisten oder eine leistungsmäßige beziehungsweise ab dem Achtelfinale ohne regionale Vorsortierung der Vereine aus sämtlichen noch im Wettbewerb befindlichen Klubs ausgelost werden und lediglich ein Spiel ausgetragen wird, an dessen Ende ein Sieger feststehen muss (und sei es durch ein Elfmeterschießen – eine Verlängerung bei unentschiedenem Stand nach 90 Minuten ist nicht vorgesehen), der sich dann für die nächste Runde qualifiziert, während der Verlierer ausscheidet. Auch das Heimrecht wird für jede Begegnung durch das Los ermittelt – mit Ausnahme des Finales, das auf neutralem Platz an jährlich wechselnden Orten stattfindet –, jedoch mit der Einschränkung, dass Klubs, die gegen eine mindestens zwei Ligastufen höher spielende Elf anzutreten haben, automatisch Heimrecht bekommen.
Nach Abschluss der von den regionalen Untergliederungen des Landesverbands FFF organisierten Qualifikationsrunden griffen die zwölf Zweitligisten sowie der Sieger aus der Karibik, Cosma Foot aus Saint-Laurent-du-Maroni (Guayana), in der sogenannten ersten Bundesrunde (Premier tour fédéral), die zwölf Erstligisten im Sechzehntelfinale in den Wettbewerb ein. Die Vereine der D3 mit Ausnahme am Pokal nicht teilnahmeberechtigter zweiter Teams eines Klubs – das betrifft 2023/24 lediglich Olympique Lyon II – mussten bereits in der vorletzten regionalen Runde antreten.

## Zweiunddreißigstelfinale
Spiele am 10. Dezember 2023
Die Vereine der drei höchsten Ligen sind mit D1, D2 bzw. D3 gekennzeichnet. i. E. = im Elfmeterschießen
| - RC Lens (D2) – CA Paris 14e (D3) 4:1 - FC Lorient – Le Mans FC (D2) 1:4 - Bourges Foot (D3) – FC Plérin 3:0 - ES Genas Azieu – AS Cannes (D3) 2:2, 4:2 i. E. - FC Gradignan – FC Toulouse (D3) 0:6 - FC Annecy – Le Puy Foot (D3) 0:3 - AS Beauvais – US Boulogne 2:2, 4:2 i. E. - CSO Amnéville – Stade Auxerre 0:3 - VGA Saint-Maur – AS Nancy 6:1 - SF Orvault – FC Tours 3:0 | - FC Nantes (D2) – ASPTT Albi Marssac (D2) 1:1, 4:2 i. E. - OGC Nizza (D2) – FF Nîmes MG (D3) 5:0 - RC Strasbourg (D2) – Olympique Valence (D3) 13:0 - GF Moulins Yzeure Bessay – Olympique Marseille (D2) 1:5 - FC Limoges – FC Montauban TG (D2) 0:4 - RC Roubaix Wervicq (D3) – RC Saint-Denis (D3) 2:0 - Croix Blanche OSL Angers (D3) – Stade Brest (D3) 0:2 - CPBB Rennes (D3) – FC Rueil-Malmaison 3:3, 6:5 i. E. - Clermont Foot (D3) – AS Musau Strasbourg 6:1 - FEC Bastia – AS Châtenoy-le-Royal 0:0, 4:1 i. E. |

Der letzte noch im Wettbewerb befindliche Fünftligist FC Annecy ist in dieser Runde ausgeschieden. Damit war der FCA aber erfolgreicher als vier der zwölf Zweitdivisionäre (FC Thonon Évian GG, FC Metz, US Orléans und AF Rodez) sowie zehn der 23 D3-Frauschaften, die nicht einmal so weit gekommen waren.

## Sechzehntelfinale
Spiele am 13./14. Januar 2024
| - FC Fleury (D1) – EA Guingamp (D1) 2:0 - Le Mans FC (D2) – Lille OSC (D1) 2:3 - SF Orvault – Le Havre AC (D1) 0:3 - FEC Bastia – FCO Dijon (D1) 0:10 - Bourges Foot (D3) – FC Nantes (D2) 0:1 - VGA Saint-Maur – RC Lens (D2) 0:4 - Stade Auxerre – Le Puy Foot (D3) 0:1 - Stade Brest (D3) – AS Beauvais 6:0 | - Olympique Lyon (D1) – Montpellier HSC (D1) 4:0 - Paris FC (D1) – Girondins Bordeaux (D1) 3:0 - FC Toulouse (D3) – AS Saint-Étienne (D1) 1:3 - RC Roubaix Wervicq (D3) – Stade Reims (D1) 0:5 - CPBB Rennes (D3) – Paris Saint-Germain FC (D1) 0:4 - OGC Nizza (D2) – RC Strasbourg (D2) 0:1 - FC Montauban TG (D2) – Clermont Foot (D3) 2:0 - ES Genas Azieu – Olympique Marseille (D2) 0:3 |

„Petits poucets“ dieser Runde – als „Däumlinge“ werden die jeweils klassentiefsten Teilnehmer bezeichnet – waren sechs Viertligisten, von denen keiner das Sechzehntelfinale überstand. Dazu gehörte der Féminine Esprit Club Bastia, dessen Frauen als erstes korsisches Team in der Wettbewerbsgeschichte dermaßen weit vorstießen.

## Achtelfinale
Spiele am 27./28. Januar 2024
| - Le Havre AC (D1) – Paris FC (D1) 0:2 - FC Fleury (D1) – FCO Dijon (D1) 4:1 - Olympique Lyon (D1) – FC Nantes (D2) 6:0 - Lille OSC (D1) – Olympique Marseille (D2) 4:2 | - Paris Saint-Germain FC (D1) – AS Saint-Étienne (D1) 2:1 - Le Puy Foot (D3) – Stade Reims (D1) 1:1, 4:3 i. E. - RC Lens (D2) – RC Strasbourg (D2) 1:1, 6:5 i. E. - Stade Brest (D3) – FC Montauban TG (D2) 3:3, 2:4 i. E. |

Klassentiefste Teilnehmer des Achtelfinales waren zwei Drittligisten, von denen Le Puy ins Viertelfinale einzog.

## Viertelfinale
Spiele am 14. Februar 2024
| - FC Fleury (D1) – Lille OSC (D1) 5:1 - Paris FC (D1) – RC Lens (D2) 4:0 | - FC Montauban TG (D2) – Olympique Lyon (D1) 2:9 - Le Puy Foot (D3) – Paris Saint-Germain FC (D1) 0:4 |

## Halbfinale
Spiele am 9. und 10. März 2024
| - Paris FC (D1) – Paris Saint-Germain FC (D1) 3:3, 3:4 i. E. | - Olympique Lyon (D1) – FC Fleury (D1) 0:0, 4:5 i. E. |

## Finale
Spiel am 4. Mai 2024 im Stade de la Mosson von Montpellier vor 8.011 Zuschauern
- Paris Saint-Germain FC – FC Fleury 1:0 (0:0)

### Aufstellungen
Paris: Constance Picaud – Thiniba Samoura, Eva Gaetino, Élisa De Almeida – Amalie Vangsgaard (Jade Le Guilly, 70.), Onema Grace Geyoro , Jackie Groenen, Korbin Albert (Lieke Martens, 64.), Sakina Karchaoui – Sandy Baltimore (Laurina Fazer, 90.+2), Tabitha Chawinga
Trainer: Jocelyn Prêcheur
Fleury: Manon Heil – Claudine Meffometou (Inès Konan, 85.), Mariam Diakité, Chantelle Swaby,  Charlotte Fernandes –  Léa Le Garrec , Inès Jaurena, Marine Dafeur – Dominika Grabowska (Ewelina Kamczyk, 79.), Batcheba Louis, Rosemonde Kouassi
Trainer: Fabrice Abriel
Schiedsrichterin: Émeline Rochebilière (Ligue Nouvelle Aquitaine)

### Tore
1:0 (73.) Martens

### Besondere Vorkommnisse
Erstmals im Wettbewerb kam bei diesem Finale ein Videoassistent zum Einsatz. Den brauchte es allerdings nicht, als Thiniba Samoura (PSG) in der 63. und 66. Minute verwarnt wurde und anschließend das Spielfeld verlassen musste.